# Valentina Gustin
Valentina Gustin (Zagreb, 1996.) hrvatska je streljašica, natjecateljica u disciplini zračna puška 10 metara u kojoj je i državna rekorderka.
Rođena je 1996. u zagrebačkom naselju Kustošiji, gdje je u osnovnoškolskim danima počela vježbati u Streljačkom klubu "Kustošija".
Od 2009. počela se natjecati na državnim i međunarodnim natjecanjima, pod vodstvom trenera Tomislava Lazića.
Na svom prvom europskom juniorskom prvenstvu, 2012. u Vierumäkiju u Finskoj, osvojila je 32. mjesto, u danskom Odensu 2013. bila je 38., 2014. u Moskvi 27., 2015. godine na eurposkom prvenstvu u Arnhemu - Nizozemska, osvojila je brončanu medalju za juniorke, a 2016. na europskom prvenstvu u Gyoru, Mađarska, 9.
Na svjetskom kupu 2015. godine u Münchenu osvojila je srebrno odličje u disciplini zračna puška 10 metara s 417,5 pogođenih krugova. Tim uspjehom se plasirala na Olimpijske igre 2016. u Rio de Janeiru. Na Olimpijskim igrama u Riju s rezultatom 413.9 zauzela je 23. mjesto.
Dobitnica je nagrade "Dražen Petrović" za najuspješniju mladu hrvatsku sportašicu u 2015. godini.